# Inés de Montferrato
Inés de Montferrato (aprox. 1187 – 1207/1208) fue la primera emperatriz consorte de Enrique de Flandes, emperador latino de Constantinopla.

## Biografía
Fue la hija de Bonifacio de Montferrato, fundador del Reino de Tesalónica, y su primera esposa Helena de Bosco. Su abuelo materno fue Anselmo, marqués de Bosco.
Era la hermana de Guillermo VI de Montferrato y Beatriz de Montferrato, la esposa de Enrique II de Carretto, marqués de Savona. También fue la media hermana de Demetrio de Montferrato, rey de Tesalónica.

## Emperatriz consorte
Según Geoffrey de Villehardouin, Inés residía en Lombardía hasta que su padre la llamó a Tesalónica en 1206. Bonifacio procedió a enviar a Otón de la Roche, megaskyr o gran señor de Atenas, como su enviado a Enrique, proponiendo un matrimonio entre ella y el emperador. Enrique aceptó el ofrecimiento.
Bonifacio envió a Inés a Abidos, Misia a través de una galera. Sus mensajeros luego llegaron a Enrique con información de su ubicación. El mismo Geoffrey de Villehardouin y Miles de Brabante fueron asignados como su escolta. Villehardouin describe a Inés como «muy buena y justa». Inés fue escoltada a Constantinopla sin ningún incidente mencionado. El 4 de febrero de 1207, Inés se casó con Enrique de Flandes. Según Villehardouin, el matrimonio tuvo lugar en Santa Sofía de Constantinopla. La fiesta de la boda se realizó en el Palacio de Bucoleón. Según el Dictionnaire historique et Généalogique des grandes familles de Grèce, d'Albanie et de Constantinople (1983) de Mihail-Dimitri Sturdza, el matrimonio fue parte de una nueva alianza entre Bonifacio y Enrique contra Kaloján de Bulgaria.
Villehardouin registra que alrededor de septiembre de 1207, Enrique informó a su suegro que Inés estaba embarazada. Esto fue una fuente de regocijo para ambos aliados. La crónica termina con la muerte de Bonifacio el 4 de septiembre de 1207 y por lo tanto no informa de la conclusión del embarazo. Como no parece haber ninguna otra mención de Inés, se considera que la emperatriz había muerto en el parto, probablemente junto con su hijo.
En 1208, Henri de Valenciennes menciona que una hija de Enrique se casó con Alejandro, un hijo de Iván Asen I de Bulgaria. Sin embargo si fuera una hija de Inés, la hija sería una recién nacida, una edad poco probable para el matrimonio. Se considera que ella había sido una hija ilegítima de Enrique con una amante.